# Nature (Rapper)
Nature (* Jermaine Baxter) ist ein US-amerikanischer Rapper.

## Biografie
Nature ging mit Nas zur Schule. Dieser entdeckte dabei Natures Rap-Talent.
Fortan trat Nature auf den Intros einiger Aufnahmen anderer Musiker auf, so zum Beispiel auf dem selbstbenannten Debütalbum von Allure.
Anschließend wurde er Teil des Projekts The Firm, das von Nas, Steve Stoute, Dr. Dre und den Trackmasters initiiert wurde und neben Nature aus den Rappern Nas, Foxy Brown und AZ bestand. Gemeinsam veröffentlichten sie 1997 einen Langspieler, der auf Platz 1 der Billboard 200 gelangte. Dennoch wurde er wegen der hohen Erwartungen als Flop angesehen.
Daraufhin widmete sich Nature seiner Solokarriere. Zunächst trat er als Feature auf Werken anderer Künstler auf, beispielsweise auf „Pieces of a Man“ von AZ, „The Professional“ von DJ Clue und „N.O.R.E.“ von Noreaga. Im August 2000 veröffentlichte er dann nach mehreren Verzögerungen seinen Erstling „For All Seasons“ über Columbia Records. Das Album platzierte sich in den US-Charts auf Position 50, fiel aber bereits nach zwei Wochen wieder aus der Liste.
Im Mai 2002 folgte „Wild Gremlinz“ über das Independent-Label Sequence Records. Auch dieser Langspieler konnte noch einmal in die Billboard 200 gelangen, blieb jedoch mit Platz 150 noch hinter dem Erfolg von „For All Seasons“ zurück.
Im Folgenden blieben die Veröffentlichungen unter eigenem Namen zunächst aus, sondern Nature war verstärkt wieder als Gastkünstler auf Werken anderer Hip-Hop-Musiker zu hören. Von 2002 bis 2008 leistete er unter anderem Beiträge zu Guess Who’s Back? von 50 Cent, „The Piece Maker 2“ von Tony Touch, „The Streetsweeper Vol. 2: The Pain from the Game“ von DJ Kayslay, „Thug Matrix“ von Tragedy Khadafi und „My World“ von Ron Artest.
2008 wurde dann Natures drittes Album „Pain Killer“ auf den Markt gebracht. Es erreichte allerdings keine kommerzielle Bedeutung mehr. Dies gilt auch für die danach erschienene Musik von Nature. Darunter sind die vier von 2013 bis 2014 erschienenen EPs der Reihe „Seasons Changed“, die 2015 auch noch gemeinsam als Kompilation herausgegeben wurden und die dreiteilige Mixtape-Serie „The Ashtray Effect“.

## Diskografie

### Alben
- 2000: For All Seasons
- 2002: Wild Gremlinz
- 2008: Pain Killer

### Kompilationen
- 2015: Seasons Changed

### EPs
- 2013: Seasons Changed: Spring Edition
- 2013: Seasons Changed: Summer Edition
- 2013: Seasons Changed: Fall Edition
- 2014: Seasons Changed: Winter Edition

### Mixtapes
- 2013: The Ashtray Effect
- 2015: The Ashtray Effect 2
- 2015: The Ashtray Effect 3

### Singles
- 2000: The Ultimate High featuring Nas
- 2000: Talking That Shit
- 2002: What Cha Know